# Santa Mare (gmina)
Santa Mare – gmina w Rumunii, w okręgu Botoszany. Obejmuje miejscowości Bădărăi, Berza, Bogdănești, Durnești, Ilișeni, Rânghilești, Rânghilești-Deal i Santa Mare. W 2011 roku liczyła 2749 mieszkańców.